# Opi

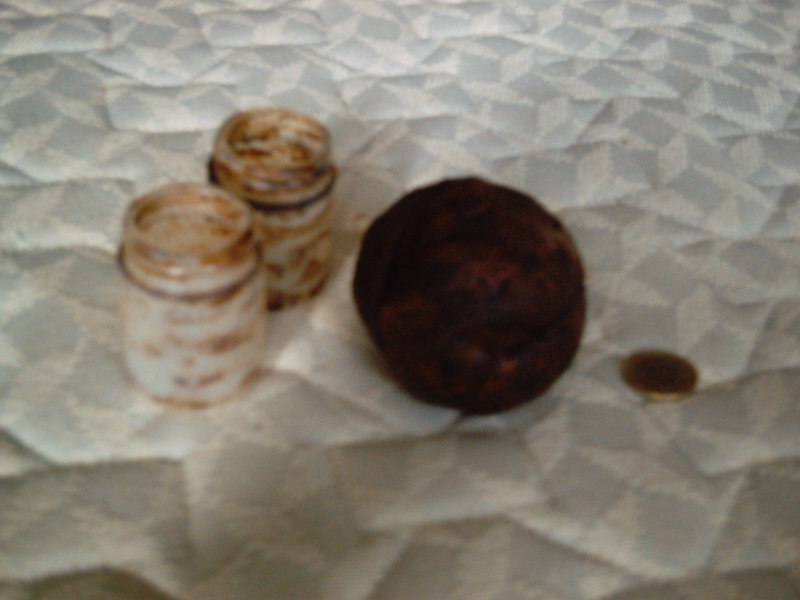
Bola de 200 grams d'opi produït a Espanya, amb els envasos per la recollida i un euro d'escala

L'opi és una droga analgèsica narcòtica d'olor característica i un sabor amargant que s'obté fent incisions transversals en les càpsules verdes del cascall (Papaver somniferum), exsudant i dessecant a l'aire el làtex obtingut. Conté no menys d'un 9,5% de morfina. Les propietats analgèsiques i hipnòtiques d'aquest estupefaent són conegudes des de fa molts segles. Els principals països productors d'opi són Turquia, l'Iran, l'antiga Iugoslàvia i l'Índia.
L'opi es presenta en pans ovals, aplanats, usualment d'uns 8 a 15 centímetres de diàmetre i de 300 a 500 grams de pes, tot i que n'hi ha fins de dos quilos. Els pans d'opi són d'un color bru clar que s'enfosqueix amb el temps, tous, coberts amb fulles de cascall i fruits de rumex.
Els alcaloides de l'opi es troben combinats amb els àcids mecònic, làctic i sulfúric. Conté també tres principis neutres: meconina, meconissina i opionina, com també pectina, glucosa, mucílag, cera, greixos i colorants. L'activitat farmacològica de l'opi és molt variada: és analgèsic i narcòtic (morfina), antiperistàltic (antidiarreic), antiespasmòdic (papaverina), antitussigen (codeïna, papaverina), entre d'altres.

## Origen
Dioscòrides Pedaci en parlà al segle ii, Paracels l'emprà al segle xv i Van Helmonth al segle xvii. Sydenham, a la fi del mateix segle, l'emprà en la preparació de l'extret anomenat làudanum.

## Extracció i preparació
L'opi s'extrau realitzant incisions superficials al pericarpi dels caps del cascall. Els talls exsuden un làtex blanc i lletós, que en assecar-se es transforma en una resina enganxifosa de color marró. Aquesta resina es raspa dels caps obtenint així l'opi en brut.
Després de l'extracció, es forma l'anomenat pa d'opi que és el resultat de la unió dels productes obtinguts després de la recollida. D'aquest pa s'extreuen els principis actius:
- Morfina
- Codeïna
- Papaverina
- Tebaïna
- Noscapina

Pocs països n'autoritzen el conreu legal per la posterior extracció dels principis actius utilitzats en farmàcia; un d'ells és Espanya, on es concentren a la part sud de la península Ibèrica.

## Maneres d'ús

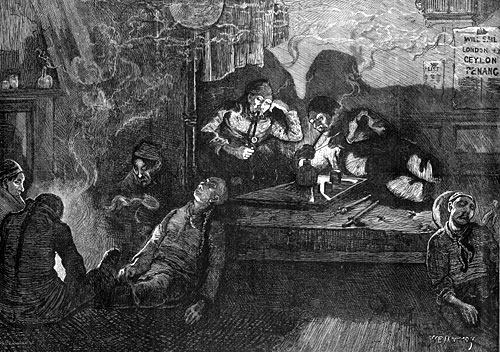
Un fumador d'opi de l'East End de Londres, 1874.

Pot ser utilitzat directament fumat en pipa, begut en infusió o ingerit.
Si es menja s'acostuma a envoltar de paper de fumar per protegir del desagradable sabor que té en empassar-lo, triga entre mitja hora i una hora en començar a notar els efectes, que poden durar fins a 6 a 8 hores, acostuma a anar acompanyat de vòmits. Per protegir-se de les nàusees moltes persones opten per introduir-se la bola d'opi amb paper de fumar per l'anus, cosa que produeix el mateix efecte però reduint els efectes nocius per l'estómac.
Fumat pot ser a manera d'un porro de cànnabis, amb poc tabac, encara que així es crema massa sense arribar a absorbir-lo, en pipa ha de ser metàl·lica, ja que l'opi necessita arribar a bullir al cremar-lo.
El més normal és fumar-lo en paper de plata, deixant que l'opi es transformi en gota al cremar i corri pel paper, absorbint el fum amb més paper a manera de palleta per a no cremar-se.
Fumant puja molt ràpid, es pot vomitar i no dura tant.
També es poden agafar els caps de cascall matxucats i fer-ne una infusió durant més de mitja hora; els mateixos caps poden servir per més d'una ronda. El sabor és desagradable, de manera que s'acostuma a posar una mica de mel, altres opinions parlen d'un sabor fantàstic però tot va a gustos.
Es donen casos en què l'opi és preparat a una cullera com si fos heroïna i s'injecta en vena, cosa que provoca dolor i inflamació posterior de vena.
També pot ser utilitzat per l'elaboració de diferents preparats com ara el làudan.